# Пуньо, Диего
Диего Пуньо (итал. Diego Pugno; родился 7 июля 2006 года, Боргаро-Торинезе, Италия) — итальянский футболист, нападающий клуба «Ювентус».

## Карьера
Воспитанник команд «Торино» и «Боргаро», в 2021 году Диего Пуньо присоединился к академии «Ювентуса», а в 2023 году подписал свой первый профессиональный контракт с клубом. 23 декабря 2023 года попал в заявку фарм-клуба «Ювентус Некст Джен» на матч Серии C против «Вис Пезаро», однако на поле не появился. В ноябре 2024 года впервые попал в заявку «Ювентуса» на выездной матч Серии A против «Лечче» и 1 декабря принял участие во встрече, выйдя на замену Франсишку Консейсану.

## Стиль игры
Пуньо может играть в тактиках как с одним, так и с двумя форвардами. Диего является правоногим футболистом, он имеет отличную скорость, а также обладает хорошим дальним ударом.